# Trångsunds gård

Trångsunds gård är en herrgård som ligger vid västra stranden av sjön Drevviken i Huddinge socken i Huddinge kommun på Södertörn och inom Stockholms län. Namnet "Trångsund" härrör från det trånga sundet (det trängsta) i den närliggande Drevviken. Herrgården, med rötter från 1700-talets mitt, har i traditionen kallats "Drevvikens pärla". Nuvarande huvudbyggnad ritades av arkitekten och överintendenten Carl Fredrik Adelcrantz.

## Historik

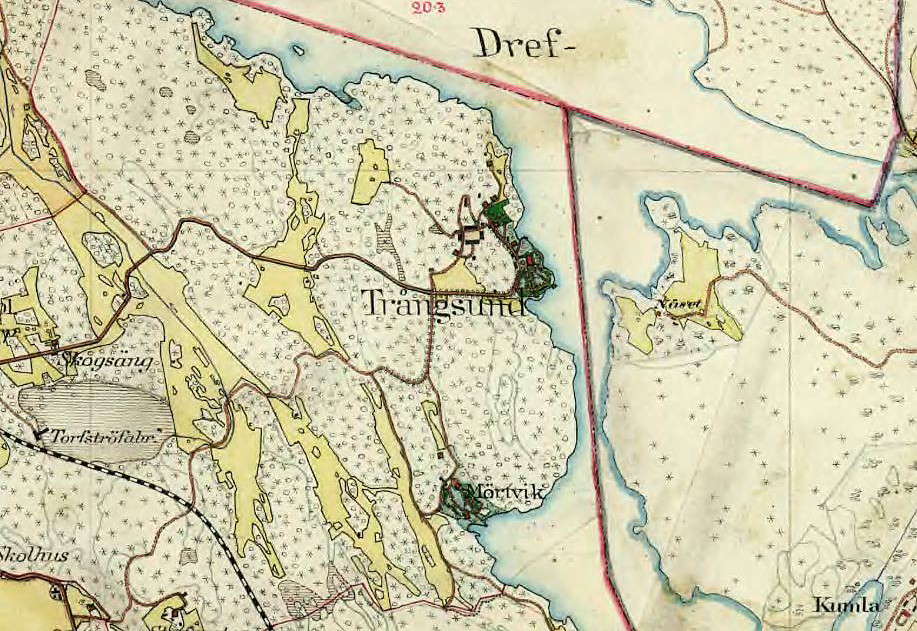
Trångsunds herrgård med omgivning på Häradsekonomiska kartan 1901-1905.

Trångsund var ursprungligen ett torp under Söderby säteri i Österhaninge socken. År 1638 hade landshövdingen i Södermanlands län Peder Erlandsson Bååt som residerade på Söderby inköpt Trångsund från Kronan. 
Enligt ett brev daterat 17 september 1685 tillbytte sig landshövdingen Gabriel Falkenberg Trångsund från Kronan och han förenade nyförvärvet med sitt storgods Sandemar med bland annat underlydande Söderby säteri och ett par gårdar i Länna. Trångsund övergick vid Falkenbergs död 1714 till hans systerson landshövding Per Ribbing, omkring 1720 tillföll godset Gabriel Stiernkrona och dennes tre barn. 
Under året 1744–1745 lär kammarherren och sockerbruksägaren Conrad von Lohe stått som ägare och 1745–1750 var gårdens innehavare bankokommissarien Robsahm, därefter Stockholms borgmästare Johan Indebetou. På 1800-talet lydde torpen Njuren, Mörtvik och Lännbohammar under Trångsund.

### Adelcrantz ägotid
Egendomen inköptes 1761 av vicepresidenten Gustaf Samuel Ruuth som redan 1762 överlät den till sin svåger arkitekten och överintendenten Carl Fredrik Adelcrantz. Adelcrantz lät omgående påbörja bygget av den herrgård som skulle bli hans och svågern Ruuths familjs framtida sommarnöje. Därtill höll han ett "hov" bestående av nio ensamstående damer inom släkten i åldern 30–80 år och han saknade utrymme att härbärgera alla dessa i sin våning på Karduansmakargatan i Stockholm. Vid den här tiden var alla änkor och ogifta kvinnor omyndiga och stod under ett manligt förmyndarskap, i regel en nära släkting. Själv förblev han "lyckligt ogift" hela livet och sin första och enda kärlek trogen.
Mangårdsbyggnaden uppfördes i korsvirkesteknik och blev ett tvåvåningt kubiskt hus med säteritak i tidig gustaviansk stil. Likaså inredningen är gustaviansk. Huvudbyggnaden med tretton rum blev naturskönt belägen på en klippa vid vattnet. I väster uppfördes två flyglar på var sida om gårdsplanen, senare tillkom ytterligare ett par flyglar på sjösidan i öster. I söder anlades en trädgård varmed den närmaste flygeln blev orangeri, samt bostad åt trädgårdsmästaren. Förutom trädgårdsmästare fanns rättare, kusk, tolv drängar och arton pigor. 
Adelcrantz förde ett rikligt umgängesliv och Trångsund fylldes av dåtidens främsta celebriteter, däribland konstnärer som Johan Tobias Sergel, Elias Martin, Pehr Hörberg och Pehr Hilleström. Bland gästerna syntes även skalder och författare som Johan Henrik Kellgren, Carl Gustaf af Leopold, Anna Maria Lenngren och Carl Michael Bellman.

### Efter Adelcrantz
Carl Fredrik Adelcrantz kom på obestånd på grund av svårhanterliga lån och tvingades 1789 sälja Trångsund till en god vän, direktören i diskontokontoret Johan Henrik Scharp. Därefter tillhörde det hans släkt fram till 1899 då det köptes av överste Christian Lovén och hans fru Gurli Lovén. 
Trångsunds gård såldes 1899 till Södertörns villastad, lagfart 15 maj 1900. År 1903 köptes gården av kanslisekreterare Gustav Norström, som under sin tid satte byggnaden i stånd, bl.a. drogs vatten och värmeledning in. Norström tillhörde också styrelsen i Södertörns villastad. 1910 sålde han gården till Christian och Gurli Lovén, född Cederlund och kom därefter själv att engagera sig i Nynäs Villastads styrelse många år, vars ordförande och vd han var till 1915.
Trångsunds herrgård är alltsedan 1936 i familjen Dinkelspiels ägo och det är Ulf Dinkelspiels barndomshem. 1937 moderniserades och restaurerades byggnaden av arkitekt Anders Tengbom.